# 海口駅
海口駅（かいこうえき）は中華人民共和国海南省海口市に位置する中国国鉄の駅。海口市の陸の表玄関だが、市街地からは大きく西に外れた農村地帯にある。

## 利用可能な鉄道路線

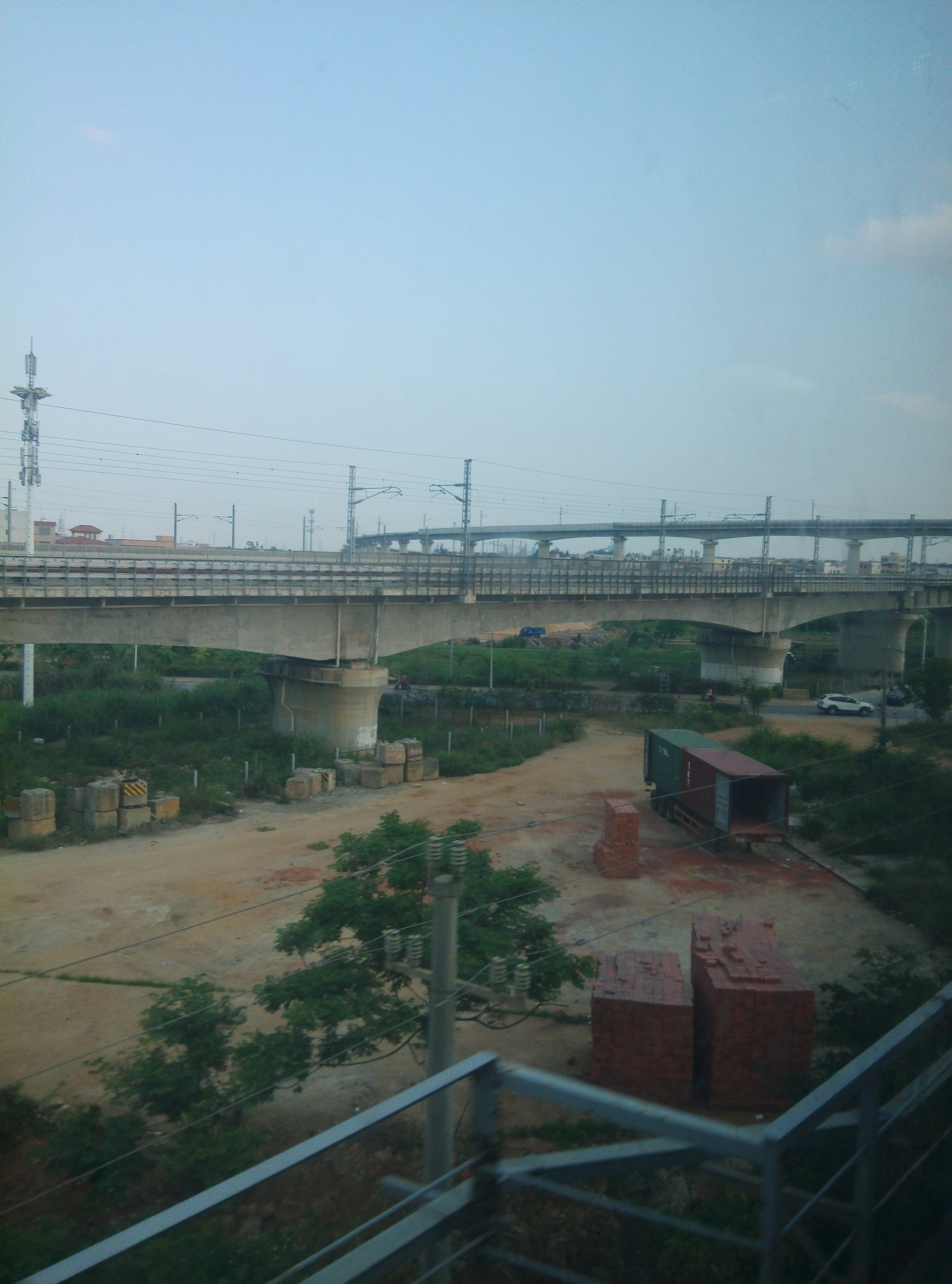
海口駅南方の海南西環線から見る高鉄のデルタ線。右手の複線が東方駅経由の西環線、左手の複線が海口東経由の東環線。そして、上方を横断しているのが、西環線から東環線への短絡線。

中国国鉄
粤海線
海南西環線 - 貨物運輸中心のため、「海南西環貨物線(海南西环货线)」とも云われている。
海南東環鉄道
海南西環高速鉄道 - 海南西環線と区別するために「高速鉄道」と云っているが、最高速度は200 km/hと、海南東環鉄道よりも50 km/h遅い。
環状運転を行う海南環島高速鉄道の列車は、駅南側の短絡線（デルタ線）を通過するため、当駅を経由しない。

## バス
海口市内向けのバスが出ている。

## 駅周辺
海口市の代表駅だが、市街地から西に大きく外れた農村部で、利用者はほとんど市内バスに乗り継いで市街地に向かう。また、野犬が多く居るので、周辺探索するなら狂犬病ワクチン接種が強く推奨される。鉄道連絡船の出る海口南港までは西に約1 km程。

## 歴史
- 2002年12月 - 海口駅開業。
- 2003年1月7日 - 粤海線が到達(貨物扱いのみ)。
- 2004年12月5日 - 客扱い開始。
- 2007年4月18日 - 海南西環線が三亜駅まで到達。直通運転開始。
- 2010年12月30日 - 海南東環鉄道が開通。
- 2015年12月30日 - 海南西環高速鉄道が開通。

## 隣の駅
中国国鉄
粤海線
海安南駅 - 海口駅
海南西環線
海口駅 - 海口南駅
海南東環鉄道
海口駅 - 長流駅
海南西環高速鉄道
海口駅 - 老城鎮駅